# Comté de Des Moines
Le comté de Des Moines est un comté de l'État de l'Iowa, aux États-Unis.